# الخنبرة (تبوك)
الخنبرة، من الموارد المائية القديمة، والواقعة في أطراف الحرة الشمالية، وهي مطلة على حسمى من الجهة الجنوبية.

## سماتها
- مستوطنة حضارية تكثر فيها المزارع على سفوح الجبال وفي أحضانها، وتكثر المعالم القديمة الدالة على قيام الزراعة كالجداول المائية والمساحات الأرضية التي تشير إلى أنها مزارع ضخمة
- تقع الخنبرة على مفترق طرق هامة، حيث تقع على ممر الطريق الذي يعبر الشام إلى اليمن عبر جبال السروات، وهي إلى الشرق تبعد من معبد روافة بمسافة عشرين كيلاً.[2]

## آبار الخنبرة
- بئر أبالوى
- بئر مذكور، وهو أشهر الآبار الغزيرة، ومن شدة غزارته ترد عليه المواشي الكثيرة
- بئر الزملان عليه جابتين إحداهما قديمة والآخرى حديثة
- بئر الهرمة
- بئر العنزة من قبيلة بني عطية
- بئر أبو العجاج[3]

## آثار الخنبرة
- معالم الآبار في الجبال
- الزراعة حول حواف الأودية
- بقايا المباني الحجرية
- الشجر الذي يُطلق عليه التناخب، والذي وجد في آثار مزرعة قديمة.[4]

## انظر ايضاً
- تبوك
- ذات الحاج